# Милена Йоич
Милена Йоич е българска художничка.

## Биография
Родена е в София. Нейни родители са актрисата Лили Попиванова и журналистът и писател от изтъкнат черногорски род Момчило Йоич. Завършва Художествената гимназия в София, а след това Висшето училище за изкуство и за художествени професии в Париж.
Член на СБХ от 1968 г., член на Съюза на френските артисти от 1992 г. Работила е като главен художник на издателството на БЗНС от 1968 до 1990 г.
След 1991 г. живее и работи в Париж.

## Творчество
Има многобройни изложби във френската столица. Излагала е произведенията си в Лувъра, на Айфеловата кула, в кметството на Париж. Има самостоятелни изяви, както и участия в общи изложби в САЩ, Русия, Япония, Испания, Австрия, Германия, Швеция, Норвегия, Латинска Америка, Италия и др. Нейни творби са част от редица частни колекции по цял свят. Работила е като сценограф за Софийската опера и за повечето софийски театри.
След откриването на изложбата ѝ в галерия „Мисия“ на Министерството на външните работи, министерството откупува картината „Алтер его“, а външният министър Кристиян Вигенин заедно с посланика на България в САЩ Елена Поптодорова я подаряват на Национален музей на жените в изкуството във Вашингтон.

## Личен живот
Първият ѝ съпруг е Здравко Мавродиев, 11 години по-възрастен от нея художник. Той я последва в Париж, където тя следва в академията. Йоич е едва на 19 години. Кума е изкуствоведката Дора Валие, сестра на българския дипломат, писател, журналист и критик Петър Увалиев.
Вторият ѝ съпруг е журналистът Хараламби Трайков, син на Георги Трайков. Тогава Хараламби Трайков е главен редактор на в. „Земеделско знаме“. По време на брака им той става министър на информацията и съобщенията.
След смъртта на Хараламби Трайков, по време на пътуване в Съветския съюз с Клуба на младата творческа интелигенция започва връзката ѝ с журналиста, поет и писател Росен Босев.
Следващата ѝ любов е скулпторът Огнян Фунев, с когото се разделят, когато през 1991 г. тя решава да замине за Франция.